# ده مرتضي (غلزار بردسير)
ده مرتضي (بالفارسية: ده مرتضی) هي قرية تقع في إيران في البلدة المركزية. يقدر عدد سكانها بـ 93 نسمة بحسب إحصاء 2016.